# Нусейрат
Нусейрат (араб. شوكة الصوفي‎) — лагерь палестинских беженцев в центре сектора Газа.

## Население
Население лагеря в 1967 году составляло 17 600 человек, а по оценкам БАПОР, в 1987 году проживало 28 200 человек. В 2017 году в лагере проживало 31 747 человек, а в самом муниципалитете Нусейрат — 54 851.

## Жизнь в лагере
На территории лагерей выращиваются летние культуры, а виноград считается наиболее важным культивируемым фруктом. БАПОР предоставляет множество услуг, главным из которых являются образовательные услуги для начального и подготовительного уровней. Эти школы контролируются и управляются БАПОР. Есть также несколько государственных школ для мальчиков и девочек, и учащиеся страдают от сильной переполненности классов и нехватки классов, а также от небольшого количества учителей мужского и женского пола.
В лагере есть центр женского творчества, центр ухода и обучения слепых, детский сад, центр обучения машинописи и секретарского образования. В сфере медицинских услуг БАПОР имеет медицинскую клинику и амбулаторию, аффилированные с правительством, и пациенты получают лекарства бесплатно. В лагере есть деревообрабатывающий завод и завод по производству цитрусовых консервов, а также несколько цементно-кирпичных заводов и пищевой завод. В лагере имеется множество коммерческих магазинов, особенно магазинов одежды, рыбных и овощных магазинов, а также парикмахерских, которые широко распространились. численность населения превышает сотни человек. Профессия сельского хозяйства и рыболовства считается важным источником дохода. Рыбаки Нусейрата владеют 25 рыболовными лодками.
В Нусейрате также была новая больница и медицинский центр Ар-Рази.

## Этимология
Лагерь Нусейрат был назван в честь местного племени Нусейрат, которое входит в Ханаджиру, которое исторически доминировало на территории между Дейр-эль-Балахом и сектором Газа.

## История
Большинство беженцев прибыли из южных районов Палестины, таких как Беэр-Шева и прибрежная равнина. До основания лагеря БАПОРом около 16 000 первоначальных беженцев поселились на территории бывшей британской военной тюрьмы на этом месте
В мае 2018 года посланником Катара Мохаммедом Аль-Эмади была открыта мечеть Большая Нусейрат. 18 октября 2023 года мечеть подверглась бомбардировке и разрушению в результате авиаудара Израиля.
8 июня 2024 года израильские военные освободили четырёх израильских заложников, обнаружив их в данном лагере беженцев. Все четверо были похищены с фестиваля Нова.
10 июля 2024 появилась информация на сайте ООН, что в результате израильских бомбардировок по школе БАПОР в Нусейрате, погибли по меньшей мере 16 человек.